# ラウラ・テソーロ
ラウラ・テソーロ（Laura Tesoro、1996年8月19日 - ）は、ベルギーの歌手、女優である。ユーロビジョン・ソング・コンテスト2016にベルギー代表として出場、「What's the Pressure」を歌う。また、ベルギー・フランデレン地域のテレビドラマ「Familie」でシャルロッテ役を演じた女優であり、2014年に音楽番組『ザ・ヴォイス』のフランデレン版（第3期）で2位に入賞した。

## 来歴
1996年8月19日にフランデレン地域のアントウェルペンにてイタリア人の父とベルギー人の母の間に生まれた。2008年、犯罪ドラマ番組「Witse」でEvy Cuypersの役を演じたのを皮切りに、アニーやドミノなどのミュージカルでの演技をこなす。2009年には音楽祭ケートネットポップに出演、2012年から2014年までテレビドラマ「Familie」でシャルロッテ役を演じる。2014年、音楽番組『ザ・ヴォイス』のフランデレン版の第3期に出場、2位となった。同年に発売された初のシングル「Outta Here」はフランデレン地域のシングル・チャートで23位を記録した。
2015年にはシングル「Funky Love」を発売、同年11月には翌年5月に開催されるユーロビジョン・ソング・コンテスト2016のベルギー代表候補となった。第1回のショーではユーロビジョン・ソング・コンテスト2009のトルコ代表曲であったハディセの「Düm Tek Tek」のカバーを歌い、第2回のショーでは代表候補曲「What's the Pressure」を披露、視聴者投票で首位となった。2016年1月17日の決勝では視聴者投票、審査員投票の双方で首位となり、ベルギー代表に選出された。2016年5月にスウェーデン・ストックホルムで開催されるユーロビジョン・ソング・コンテスト2016ではベルギー代表として「What's the Pressure」を歌う。